# 민족지학자
민족지학자는 문화기술지(文化記述誌 ethnography) 또는 민속지학(民俗誌學), 민족지학(民族誌學)은 인간 사회와 문화의 다양한 현상을 정성적, 정량적 조사기법을 사용한 현장 조사를 통해 기술하여 연구하는 학자이다.